# Inštitut za narodnostna vprašanja
Inštitut za narodnostna vprašanja je slovenski javni raziskovalni zavod na področju etničnih študij, ki interdisciplinarno proučuje naslednje tematike: slovensko narodno vprašanje, položaj slovenskih narodnih skupnosti v Italiji, Avstriji in na Madžarskem, položaj Slovencev v državah naslednicah nekdanje Jugoslavije, položaj slovenskih izseljencev, položaj narodnih skupnosti (narodnih manjšin in drugih etničnih skupnosti) v Sloveniji, položaj migrantov v Sloveniji in pojavne oblike etničnega vprašanja (etničnosti, nacionalizma) v Evropi ter v svetu«. Od leta 1947 do 1959 je bil ravnatelj Lavo Čermelj, za njim Drago Druškovič od 1959 do 1974.
Inštitut so (so)ustanovili: Izvršni svet Skupščine Socialistične republike Slovenije, Slovenska akademija znanosti in umetnosti in Filozofska fakulteta v Ljubljani.

## Odlikovanja in nagrade
Leta 1995 je inštitut prejel srebrni častni znak svobode Republike Slovenije z naslednjo utemeljitvijo: »za dolgoletno sistematično in uspešno preučevanje manjšinske problematike v Sloveniji ter problematike slovenske narodne skupnosti zunaj meja Republike Slovenije«.